# Жамбил (Толебійський район)
Жамби́л (каз. Жамбыл) — село у складі Толебійського району Туркестанської області Казахстану. Входить до складу Тасарицького сільського округу.
У радянські часи село називалось Джамбул.
Населення — 706 осіб (2021; 759 у 2009, 671 у 1999, 1151 у 1989).